# Ombotozo
Der Ombotozo ist ein markanter Berg in Namibia mit einer Höhe von 1918 m. Der Berg liegt rund 30 km nördlich von Okahandja.